# Wijshagen
Wijshagen est une section de la commune belge de Oudsbergen située en Région flamande dans la province de Limbourg. C'était une commune à part entière avant sa fusion avec Meeuwen en 1971. Entre 1977 et 2018, elle faisait partie de Meeuwen-Gruitrode
Le village est situé à 18 kilomètres à l'ouest de Maaseik.

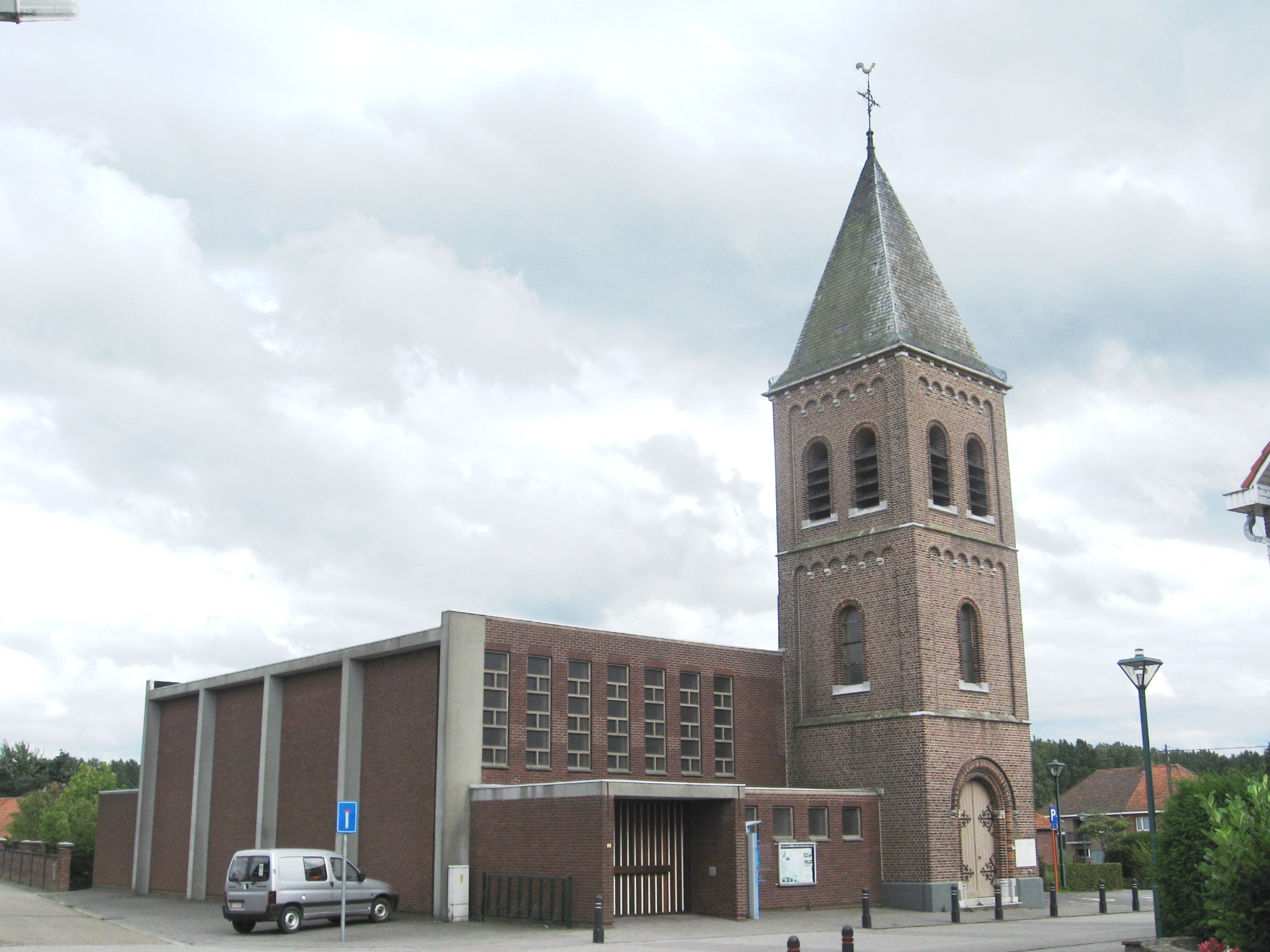
Église Notre-Dame de l'Assomption

## Évolution démographique
- Sources: INS, www.limburg.be et Commune de Meeuwen-Gruitrode